# Crusoe
Crusoe é uma série de televisão estadunidense exibida originalmente pela NBC. O programa, baseada no conto de Robinson Crusoe de Daniel Defoe, é protagonizado por Philip Winchester e estreou em 17 de outubro de 2008, na grade de programação das sextas-feiras – competindo contra o sucesso da CBS, Ghost Whisperer. O episódio final foi exibido em 31 de janeiro de 2009
A série estreou em Portugal no canal FOX em junho de 2009. Foi exibida no Brasil pela Globosat.

## Premissa
Um jovem rapaz deixa seu verdadeiro amor para embarcar em uma aventura, porém, acaba por ficar preso em uma ilha tropical por 28 anos, completamente afastado da civilização que ele um dia conheceu. Seu desejo de retornar para sua esposa e seu amigo Sexta-feira são as únicas coisas que o livram da insanidade na ilha, onde ele encontra inimigos e outros perigos.

## Elenco
- Philip Winchester	 .... 	Robinson Crusoe
- Anna Walton	 .... 	Susannah Crusoe
- Sean Bean	 .... 	James Crusoe
- Sam Neill	 .... 	Jeremiah Blackthorn
- Georgina Rylance    ....   Judy
- Mark Dexter	 .... 	Samuel Tuffley
- Emma Barnett	 .... 	Mary Crusoe
- Joaquim de Almeida	 .... 	Santana
- Tongayi Chirisa     ....   Sexta-Feira
- Mia Maestro         ....   Olivia
- Jonathan Pienaar     ....   Capitão Lynch